# Liste der FFH-Gebiete im Landkreis Weißenburg-Gunzenhausen
Die Liste der FFH-Gebiete im Landkreis Weißenburg-Gunzenhausen zeigt die FFH-Gebiete des mittelfränkischen Landkreis Weißenburg-Gunzenhausen in Bayern. Teilweise überschneiden sie sich mit bestehenden Natur-, Landschaftsschutz- und EU-Vogelschutzgebieten. Im Landkreis befinden sich insgesamt 16 und zum Teil mit anderen Landkreisen überlappende FFH-Gebiete.